# Hoher Lauch
Der Hohe Lauch (Allium macleanii, Syn.: Allium elatum Regel) ist eine Pflanzenart aus der Gattung Lauch (Allium) in der Unterfamilie der Lauchgewächse (Allioideae) innerhalb der Pflanzenfamilie der Amaryllisgewächse (Amaryllidaceae). Das natürliche Verbreitungsgebiet erstreckt sich von Zentralasien bis nach Nepal. Der Hohe Lauch ist als Zierpflanze weit verbreitet.

## Beschreibung

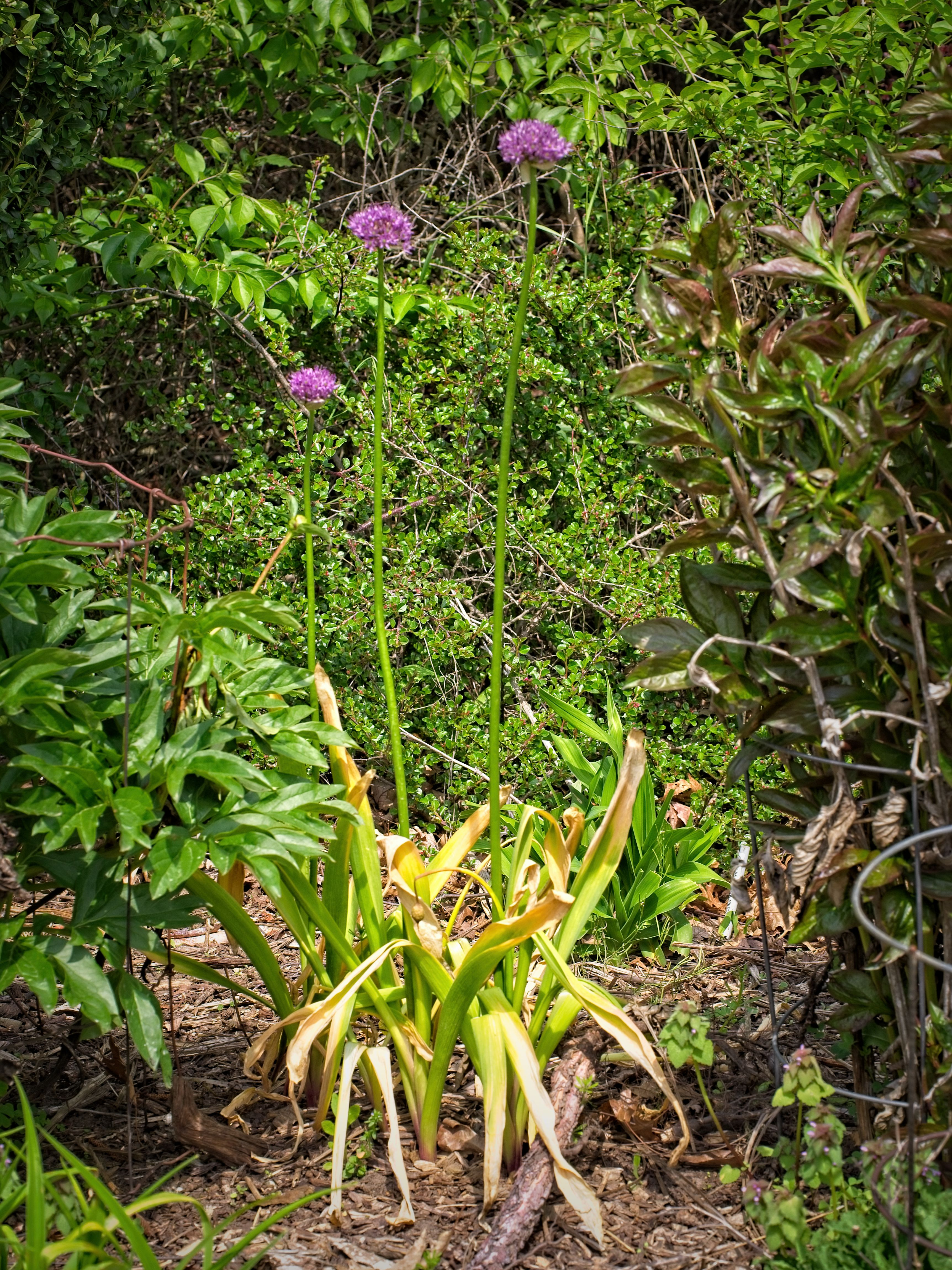
Allium ‘Globemaster’, eine Hybride mit Allium cristophii Trautv.

### Vegetative Merkmale
Der Hohe Lauch ist eine ausdauernde krautige Pflanze, die Wuchshöhen von 60 bis 100 (selten bis 200) Zentimeter erreicht. Die eiförmigen bis rundlichen, 2 bis 5 Zentimeter breiten Zwiebeln besitzen eine häutige, grauschwarze Hülle. Die zwei bis vier grundständigen, flachen, frischgrünen, kahlen, glänzenden Laubblätter mit bodennahen Blattscheiden sind breit linealisch, 2 bis 8 Zentimeter breit, und viel kürzer als der stielrunde Stängel.

### Generative Merkmale
Die Blütezeit liegt in Mitteleuropa im Mai und Juni. Der aufrechte, deutlich gerippte Blütenstandsschaft ist 40 bis 100 (selten bis 200) Zentimeter lang. Der kugelige, vielblütige, lockere, doldige Blütenstand mit einem Durchmesser von 6 bis 7 Zentimetern hat ein kurzlebiges, längliches bis lanzettliches, in zwei Klappen geteiltes Doldenhüllblatt, das nur ein Drittel so lang ist wie die Dolde. Die etwa 3 Zentimeter langen Blütenstiele sind unterschiedlich lang.
Die zwittrige, sternförmige Blüte hat lanzettliche, 6 bis 8 Millimeter lange, lang zugespitzte Blütenhüllblätter sind leuchtend violett und biegen sich nicht zurück. Die an der Basis zusammengewachsenen Staubblätter sind etwa so lang wie die Blütenkronblätter oder überragen sie etwas. Die drei Fruchtblätter sind zu einem oberständigen, ungestielten, rundlichen, stark gelappten, nicht warzigen Fruchtknoten verwachsen.

### Chromosomensatz
Die Chromosomengrundzahl beträgt x = 8; es tritt Diploidie mit einer Chromosomenzahl von 2n = 16 auf.

## Vorkommen
Das natürliche Verbreitungsgebiet erstreckt sich von den zentralasiatischen Ländern Turkmenistan, Kirgistan und Tadschikistan über Afghanistan, Pakistan und den westlichen Himalaya bis nach Nepal. Der Hohe Lauch besiedelt steinige Hänge in den Gebirgsregionen.

## Systematik
Die Erstveröffentlichung von Allium macleanii erfolgte 1883 durch John Gilbert Baker in Curtis’s Botanical Magazine, Band 109, Tafel 6707. Das Artepitheton macleanii ehrt den Colonel MacLean, der Typusexemplare der Pflanze aus Kabul mitgebracht hatte. Der 1884 von Eduard August von Regel vergebene Name Allium elatum Regel (elatum = „hoch“, „erhaben“), von dem sich auch der deutsche Name ableitet, war jahrzehntelang für den Hohen Lauch gebräuchlich, bis bekannt wurde, dass die ein Jahr zuvor erschienene Veröffentlichung von Allium macleanii Baker dieselbe Lauchart beschreibt und nach der Prioritätsregel Vorrang haben musste. Ein weiteres Synonym von Allium macleanii Baker ist Allium isfairamicum B.Fedtsch. ex O.Fedtsch.
Allium macleanii gehört zur Sektion Compactoprason R.M.Fritsch innerhalb der Untergattung Melanocrommyum (Webb & Berth.) Rouy der Gattung Allium und ist eng verwandt mit Allium giganteum Regel.

## Verwendung
Der Hohe Lauch ist als Zierpflanze weit verbreitet und gilt als winterhart bis −34 °C (Zone 4). Im Handel sind verschiedene schmal- und breitblättrige Sorten und Hybriden erhältlich. Die Hybriden ‘Lucy Ball’ (100 Zentimeter hoch, Blütenstand 8 bis 10 Zentimeter im Durchmesser, hell violett-rosa) und ‘Gladiator’ (130 bis 150 Zentimeter hoch, Blütenstand 10 bis 12 Zentimeter, violett-rosa) stehen nach genetischen Untersuchungen zwischen dem Holland-Lauch und dem Hohen Lauch, sind aber näher mit dem Holland-Lauch verwandt. ‘Globemaster’ (80 bis 90 Zentimeter hoch, Blütenstand 20 bis 30 Zentimeter, violett-rosa) ist eine sterile Hybride mit dem Sternkugel-Lauch und hat neben dem Schubert-Lauch die größten Blütenstände aller Zierlaucharten.
Zusammen mit anderen Laucharten der Allium-Untergattung Melanocrommyum, die große, kugelförmige Blütenstände haben, wie z. B. der Riesen-Lauch (Allium giganteum), der Holland-Lauch (Allium hollandicum), Allium aflatunense und der Stiel-Lauch (Allium stipitatum), wird der Hohe Lauch wegen der Form seiner Blütenstände zu den „Paukenschläger“-Lauchen gezählt. Sie eignen sich einzeln oder in Gruppen für sonnige Steppenpflanzungen, Staudenbeete und gemischte Rabatten und benötigen nährstoffreiche, möglichst durchlässige Böden.
Die relativ großen Zwiebeln des Hohen Lauchs werden ebenso wie die des Riesen-Lauchs von der lokalen Bevölkerung in Tadschikistan und Iran roh oder gekocht als Gemüse gegessen. Wenn in der Vergangenheit Wissen über eine medizinische Wirkung vorhanden war, ist es vermutlich verloren gegangen.